# توفیق زیاد
توفیق زیاد (عربی: توفیق زیّاد، عبری: תאופיק זיאד، زاده :۷ مه ۱۹۲۹ - درگذشته: ۵ ژوئیه ۱۹۹۴) شاعر و نویسنده و سیاستمدار فلسطینی از شهر ناصریه بود. تا زمان مرگش شهردار شهرک ناصریه فلسطین بود. همچنین عضو کنست اسرائیل بود و برای چندین دوره انتخاباتی از طرف حزب کمونیسم اسرائیل انتخاب شده بود.

## زندگی‌نامه
توفیق امین زیاد دوره ابتدایی را در فلسطین گذراند و سپس جهت یادگیری ادبیات روسی به مسکو رفت. وی طی دوران حیاتش در سرزمین اشغالی زندگی کرد و برای تحقق حقوق مردمش مبارزه کرد. وی عضو حزب کمونیست اسرائیل بنام «راکاح» بود و از طرف این حزب برای بیش از یک دوره انتخاباتی نماینده در کنست اسرائیل بود. وی برای دوره طولانی و تا زمان مرگش رئیس شهرداری شهر ناصریه بود. وی همچنین مترجم نیز بود.
توفیق زیاد نقش مهمی در ایجاد واقعه فلسطین در تاریخ ۳۰ مارس ۱۹۷۶ داشت، روزی که میلیونها عرب فلسطینی علیه اشغال زمینهایشان توسط یهودیان و یهودی سازی الجلیل در سال ۱۹۴۸ بعمل آوردند.

## کارهای ادبی
توفیق زیاد کارهای ادبی زیادی دارد که معروفترین آنها «أشد علی أیادیکم» «سخت‌تر بدستان شما» است که در سال ۱۹۶۶ منتشر شده‌است. همچنین اقدام به ترجمه تعدادی از کارهای ادبی روسی و نیز کارهای ادبی شاعر ترک ناظم حکمت کرده‌است.